# Urška Žolnir
Urška Žolnir Jugovar [žolnír júgovar], slovenska judoistka, * 9. oktober 1981, Celje, SR Slovenija.
Je dobitnica zlate in bronaste medalje z olimpijskih iger in članica judo kluba Z'dežele Sankaku iz Celja. Njen trener je bil Marjan Fabjan. Od leta 2001 je zaposlena v športni enoti Slovenske vojske. Je prva Slovenka z zlato olimpijsko kolajno v individualnem športu. Junija 2015 je končala tekmovalno kariero, v klubu Sankaku ostaja kot trenerka.

## Največji uspehi
- zlato  na Olimpijskih igrah v Londonu 2012 (kategorija do 63 kg)
- bron na Olimpijskih igrah v Atenah 2004 (kategorija do 63 kg)
- 3. mesto na svetovnem članskem prvenstvu v Kairu 2005
- 5. mesto na svetovnem članskem prvenstvu v Münchnu 2001
- 5. mesto na evropskem članskem prvenstvu v Mariboru 2002
- 3. mesto na sredozemskih igrah v Almeriji 2005
- 1. mesto na svetovnem grand prix v Seviliji 2001
- 2. mesto na evropskem članskem prvenstvu v Beogradu 2007,
- 3. mesto na evropskem članskem prvenstvu v Lizboni 2008,
- 7. mesto na Olimpijskih igrah v Pekingu 2008
- 1. mesto na evropskem članskem prvenstvu v Gruziji 2009
- 3. mesto na evropskem članskem prvenstvu v Istanbulu 2011
- 5. mesto na svetovnem članskem prvenstvu v Riu De Janeiru 2008
- 5. mesto na svetovnem članskem prvenstvu v Rotterdamu 2009
- 3. mesto na svetovnem članskem prvenstvu v Parizu 2011
- skupno 34 medalj iz svetovnih A-pokalov, Grand Prixov in Grand Slamov
- Svetovna vojaška prvakinja 2003 (Sicilija), 2004 (Baku), 2005 (St. Petersburg), 2011 (Rio De Janeiro)
- Evropska vojaška prvakinja 2010
- evropska mladinska prvakinja (Ljubljana 1997)
- evropska mladinska prvakinja (Ostia 1998)
- zmagovalka prestižnega Jigoro Kano Cupa na Japonskem 2008, 2011
- 9 x športnica mestne občine Celje
- 4 x Slovenska judoistka leta
- 1. mesto mediteranske igre Pescara - Italija
- 2 x 2. mesto za športnico Slovenije 2004, 2011
- 2 x 3. mesto za športnico Slovenije 2005, 2009
- športnica Slovenije 2012
- Slovenka leta 2012
- prejemnica Bloudkove nagrade 2004

## Zasebno
Z možem Matejem Jugovarjem (bivšim košarkašem) imata hčer Nolo.